# Buddhaghosa
Bhadantācariya Buddhaghosa (Xinès: 觉 音) va ser un comentador erudit indi del budisme Theravada del segle v d. C. El seu nom significa "Veu del Buddha" en el llenguatge Pali. El seu treball més conegut és el Visuddhimagga, o Camí de Purificació, un exhaustiu compendi i anàlisi dels ensenyaments del Theravada del camí cap a l'alliberament de Buddha. Els comentaris de Buddhaghosa s'han constituït generalment en les interpretacions ortodoxes de les escriptures del Theravada des d'almenys el segle xii dC. Ell és generalment reconegut com el comentador del Theravada més important.